# Варанаси
Варанаси (на деванагари: वाराणसी), известен също като Бенарес или Банарас, а в древността Каши, е град разположен на левия бряг на р. Ганг в щата Утар Прадеш, считан за свещен от индуистите, будистите и джайнистите, както и един от най-древните градове, които продължават да са обитавани. Културата на Варанаси е тясно свързана с р. Ганг и нейното религиозно значение. Мнозина индийски религиозни водачи, философи, поети, писатели, музиканти са живели в града, включително Буда, Шанкара и Кабир. Буда произнася първата си проповед близо до древен Каши, а Тулсидас пише във Варанаси своята версия на Рамаяна Рамачаритаманас. Градът често е наричан „градът на храмовете“, „свещеният град на Индия“, „религиозната столица на Индия“, градът на светлините“, „градът на ученето“ и „културната столица на Индия“. Американският писател Марк Твен пише: „Бенарес е по-стар от историята, по-стар от традицията, по-стар дори от легендата и изглежда двойно по-стар от всички тях взети заедно.“

## Религиозно значение

### В индуизма
В града има около 2000 храма и над 100 гхата (стълби водещи към водите на Ганг). Повечето гхатове са за къпане, но някои са за кремации. Градът се посещава от над 1 000 000 индуистки поклонници годишно. В него е един от дванадесетте храма Джьотирлингам в Индия (където бог Шива се почита под формата на „Лингам от светлина“). Според митологията Шива някога е живял в Каши. 
 Вярва се също, че храмът Вишалакши е построен на мястото, където според митологията са паднали обиците на богинята Дакшаяни (първата съпруга на Шива, втората е Парвати) и градът е място за поклонение на богинята Шакти, женският аспект на Бог или Космическата енергия в индуизма. Шанкара започва своята мисия за възраждане на индуизма през 8 век във Варанаси. Индуистите вярват, че р. Ганг отмива грехове и умиране във Варанаси осигурява освобождението на душата от кръговрата на преражданията.

### В будизма
Варанаси е едно от четирите места посочени за поклонение от Гаутама Буда (другите са Кушинагар, Бодх Гая и Лумбини). В жилищно предградие на Варанаси се намира Сарнат, мястото, където Буда е произнесъл първата си проповед за основните принципи на будизма.

## Население
Населението на градската агломерация на Варанаси през 2001 г. е 1 371 749, съотношението на жените към мъжете е 879 на 1000. Степента на грамотност в агломерацията е 61,1%. В община Варанаси населението е 1 100 748, съотношението на жените към мъжете в 883 на 1000, а степента на грамотност 61%. Около 138 000 души в община Варанаси живеят в гета. Престъпността във Варанаси през 2004 г. е 128.5/1 000 000, по-висока от средната за Утар Прадеш 73.2, но по-ниска от средната за Индия 168.8.